# Natsuiro Kiseki
Natsuiro Kiseki (夏色キセキ, lit. A Summer-Colored Miracle) é uma uma serie de anime japonesa produzido pela Sunrise e dirigido por Seiji Mizushima. A serie foi ao ar pela MBS entre abril e junho de 2012. Uma adaptação em formato de manga ilustrado por Tatsuhiko foi serializado pela Square Enix's na revista Young Gangan entre janeiro de 2012 até março de 2013.

## Enredo
Em um santuário xintoísta em Shimoda, existe uma grande pedra. Dizem que se quatro amigos íntimos se reunirem ao redor da pedra e todos desejarem a mesma coisa, esse desejo se tornará realidade. Quando quatro amigas, Natsumi Aizawa, Saki Mizukoshi, Yuka Hanaki e Rinko Tamaki, se reúnem ao redor da pedra como costumavam fazer quando eram crianças, elas descobrem que a pedra pode realmente atender aos seus desejos. Com apenas um curto período de tempo até Saki se transferir para uma nova escola, as meninas decidem aproveitar um verão cheio de magia enquanto amadurecem.

## Personagens

### Personagens principais
Natsumi Aizawa (逢沢 夏海, Aizawa Natsumi)
Voz de: Minako Kotobuki
Integrante do clube de tênis de sua escola, ela costuma ser bastante teimosa, mas se preocupa profundamente com suas as amigas, principalmente com a Saki.
Saki Mizukoshi (水越 紗季, Mizukoshi Saki)
Voz de: Ayahi Takagaki
A melhor amiga de Natsumi e sua vizinha que vai transferir para uma nova escola devido à mudança de seus pais para Tóquio. Ela não costuma acreditar em coisas sobrenaturais. Sonha em entrar no campeonato de tênis.
Yuka Hanaki (花木 優香, Hanaki Yuka)
Voz de: Haruka Tomatsu
Uma garota hiperativa que admira ídolos, especialmente o grupo ídolo chamado Four Season. Ela constantemente chama todos para trabalharem em direção ao objetivo de se tornarem um grupo de ídolos juntos. Ela trabalha na estalagem termal de sua família.
Rinko Tamaki (環 凛子, Tamaki Rinko)
Voz de: Aki Toyosaki
Uma garota descontraída com pensamentos simples, e muitas vezes apóia Yuka. Ela trabalha como uma donzela no santuário onde está a rocha mágica. Sempre que está com febre, ela vê baleias voando por aí.

### Personagens secundários
Suzuka Aizawa (逢沢涼夏, Aizawa Suzuka)
Voz de: Miyuki Sawashiro
Mãe de Natsumi e Daiki, tem uma personalidade tranquila e se preocupa muito com seus filhos.
Daiki Aizawa (逢沢大樹, Aizawa Daiki)
Voz de: Kei Shindo
Irmão mais novo de Natsumi, que esta constantemente jogando vídeo game ou saindo com Yusuke e Keita. Como a Natsumi ele pode ser teimoso e não acredita em coisas paranormais.
Yūsuke (祐介)
Voz de: Mako
Um dos amigos de Daiki e Keita. Ele teria visto Natsumi e suas amigas voando no céu, acreditando que eram bruxas.
Keita (啓太)
Voz de: Mikako Komatsu
Um dos amigos de Daiki.
Takashi Sano (佐野 貴史, Sano Takashi)
Voz de: Mamoru Miyano
O primo de Yuka e um membro do time de beisebol da escola, que ocasionalmente faz entregas para a pousada em que Yuka trabalha. Yuka tem uma queda por ele, mas ele gosta da Saki.
Koharu Okiyama (沖山 小晴, Okiyama Koharu)
Voz de: Yuka Terasaki
Uma garota de aparência juvenil que mora com sua irmã gêmea, Chiharu, em uma ilha em Tóquio onde Saki irá se mudar. Ela é um pouco hostil em relação a pessoas de fora.

## Mídia

### Mangá
Uma adaptação de mangá, baseada no anime foi ilustrado por Tatsuhiko e foi publicado na revista Young Gangan da Square Enix entre 20 de janeiro de 2012 até 15 de março de 2013. Foram lançados três volumes tankōbon entre os dias 25 de maio de 2012 até 25 de março de 2013.

### Anime
A série foi produzida pelo estudio Sunrise e foi dirigida por Seiji Mizushima. O roteiro foi escrito por Tatsuhiko Urahata, e o chefe de animação foi Yuichi Tanaka que baseou o design dos personagens através do conceito original de Hidari. O diretor de som foi Hiromi Kikuta, e a trilha sonora foi composta por Nijine e Masumi Itō . A série foi ao ar no MBS de 6 de abril até 29 de junho de 2012. Um OVA de curta duração foi lançado em 29 de agosto de 2012. Os temas de abertura e encerramento, forma ambos executados pelo grupo Sphere, são "Non stop road" e "Ashita e no Kaerimichi" (明日への帰り道, Tomorrow's Road Home). Sphere também cantou as canções internas utilizados ao longo do anime, como "Yasashisa ni Tsutsumareru Yōni" (優しさに包まれるように, To Be Wrapped in Tenderness) ように usado em um episódio. 